# Нусантара (город)
Нусанта́ра (индон. Nusantara) — строящийся город в Индонезии, в который планируется перенести столицу страны из Джакарты. Расположен на острове Калимантан, на территории провинции Восточный Калимантан. Запущен процесс выделения города и его окрестностей в особый столичный округ, по статусу равный провинции.
Планы по созданию новой столицы были объявлены в 2019 году, градостроительные работы начались в 2021 году. Название города официально утверждено в январе 2022 года, руководство соответствующего административно-территориального органа назначено в марте 2022 года. Осуществляется поэтапный перевод в Нусантару центральных органов государственной власти Индонезии, сроки которого, как и дата официального переноса столицы, по состоянию на начало 2025 года, не определены.
Решение руководства Индонезии о переносе столицы мотивируется перенаселённостью Джакарты, инфраструктурными и экологическими проблемами этого мегаполиса, а также стремлением к более сбалансированному социально-экономическому развитию западных и восточных регионов страны.

## История
Столичный статус был унаследован Джакартой с колониальных времен: этот город, называвшийся до 1940-х годов Батавией, был на протяжении столетий административным центром Нидерландской Ост-Индии. В ходе войны за независимость Джакарта длительное время была оккупирована голландцами, и в это время столичные функции выполняли Джокьякарта и Букиттинги. Однако в 1950 году после завершения противостояния с Нидерландами и объединения большей части их бывших ост-индских владений в составе унитарной Республики Индонезии столичный статус Джакарты был в полной мере восстановлен.

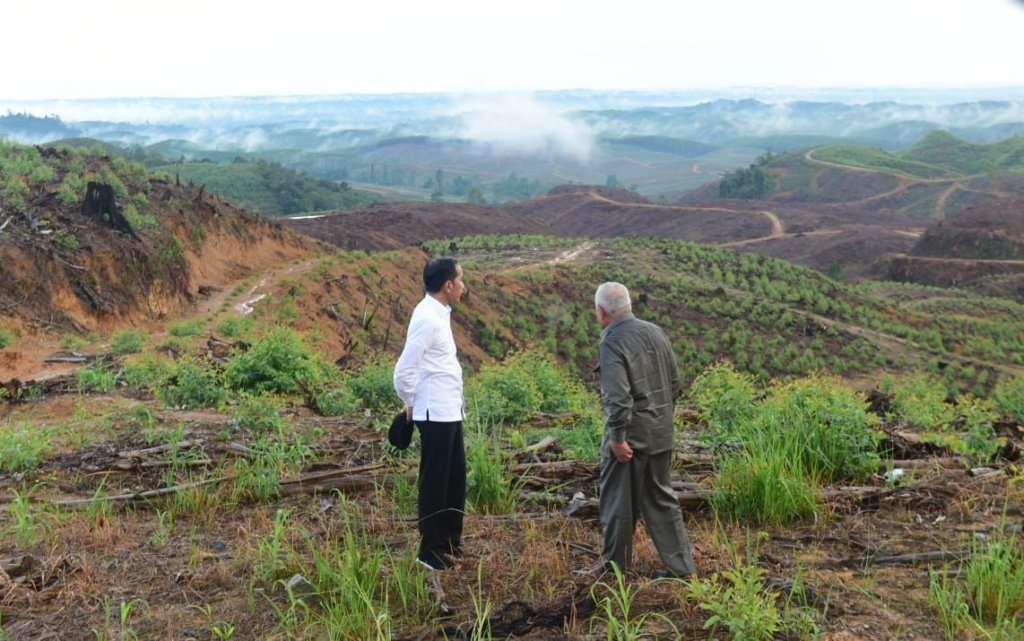
Президент Джоко Видодо посещает место, отведённое под новую столицу Индонезии. Декабрь 2019 года

Вместе с тем в последующие десятилетия в общественных и политических кругах Индонезии периодически высказывались идеи о переносе столицы страны в другое место. Главным аргументом в пользу такого решения представлялась перенаселенность Джакарты, которая, в свою очередь, порождала серьёзные социальные, инфраструктурные и экологические проблемы. Кроме того, в перемещении столицы некоторые усматривали средство выправления заметного территориального дисбаланса в социально-экономическом развитии Индонезии, при котором Ява и некоторые другие примыкающие к ней западные районы страны являются центром хозяйственной деятельности, а малонаселенные центральные и восточные территории заметно отстают по всем соответствующим показателям. В этой связи в качестве кандидатур на новую столицу нередко назывались Баликпапан и Самаринда, расположенные на индонезийской части Калимантана, представляющей собой географический центр страны.
До второй половины 2010-х годов подобные идеи носили достаточно маргинальный характер и не рассматривались руководством страны в практической плоскости. Однако ситуация изменилась после прихода к власти Джоко Видодо, который до своего избрания на пост президента в 2014 году занимал должность губернатора Джакарты. Опыт руководства этим мегаполисом привёл его к выводу о необходимости безотлагательного переноса столицы на новое место. Помимо традиционных проблем перенаселённости и перегрузки инфраструктуры им были приняты во внимание научные исследования, подтверждавшие, что Джакарта в результате масштабных деформаций грунтового основания уходит под воду со скоростью около 25 сантиметров в год: сохранение этой тенденции грозит затоплением по крайней мере половины города в течение ближайших двух-трёх десятилетий.

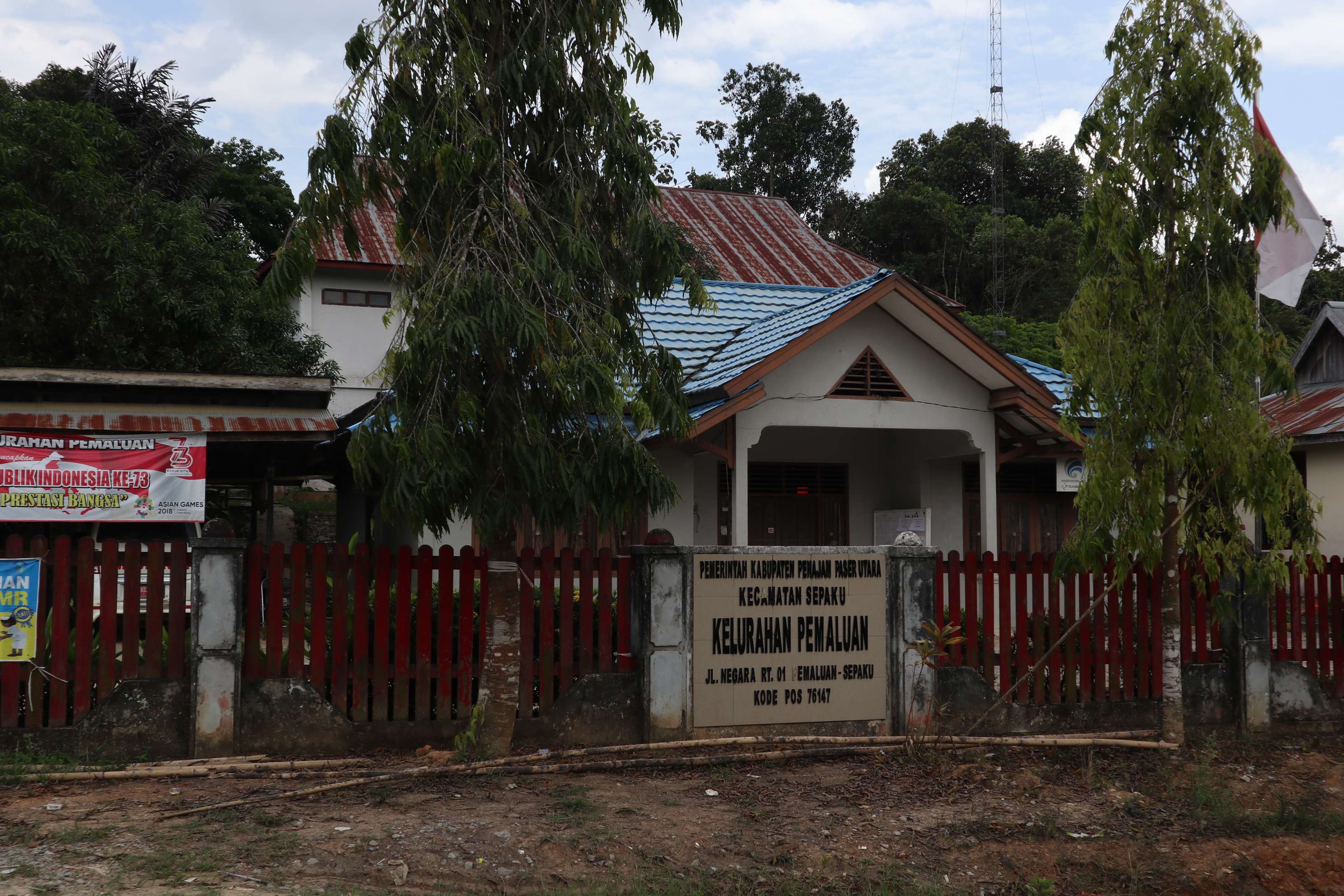
Контора старосты поселения Пемалуан, на территории которого должен находиться центр новой столицы

В 2017 году вопрос о переносе столицы за пределы Явы был принят в проработку профильными индонезийскими ведомствами, а в апреле 2019 года соответствующие планы были официально анонсированы главой государства. В августе того же года в качестве места строительства новой столицы президентом была определена территория провинции Восточный Калимантан: подчеркивалось, что в расчёт принималась благополучная сейсмическая и экологическая обстановка на этой территории. Разработка соответствующего проекта была возложена на профильное индонезийское ведомство — Министерство/Комитет по планированию национального развития. По проведённым им предварительным расчётам, реализация проекта потребует 466 триллионов рупий (32,7 миллиарда долларов США): было объявлено, что за счёт государственного бюджета будет ассигновано не более 19 % этой суммы, а оставшаяся часть будет обеспечена за счет государственно-частного партнёрства и прямых инвестиций как государственных предприятий, так и частного сектора.
В течение нескольких последующих месяцев было определено место новой столицы — участок на границе двух округов Восточного Калимантана — Кутай-Картанегара и Пенаджам-Северный Пасер, не имеющий городской застройки и в значительной части поросший лесом. В декабре 2019 года эту территорию посетил Джоко Видодо.
В 2020 году процесс реализации проекта по переносу столицы заметно замедлился из-за проблем, связанных с распространением коронавирусной инфекции COVID-19. Однако уже в первой половине следующего года администрация Джоко Видодо активизировала соответствующие усилия, и в сентябре разработанный ею законопроект о переносе столицы был представлен в Совет народных представителей — нижнюю палату Народного консультативного конгресса Индонезии, которая обладает реальными законодательными полномочиями. 18 января 2022 года он был одобрен парламентариями и обрёл правовую силу под названием «Закон о столице государства».

## Название

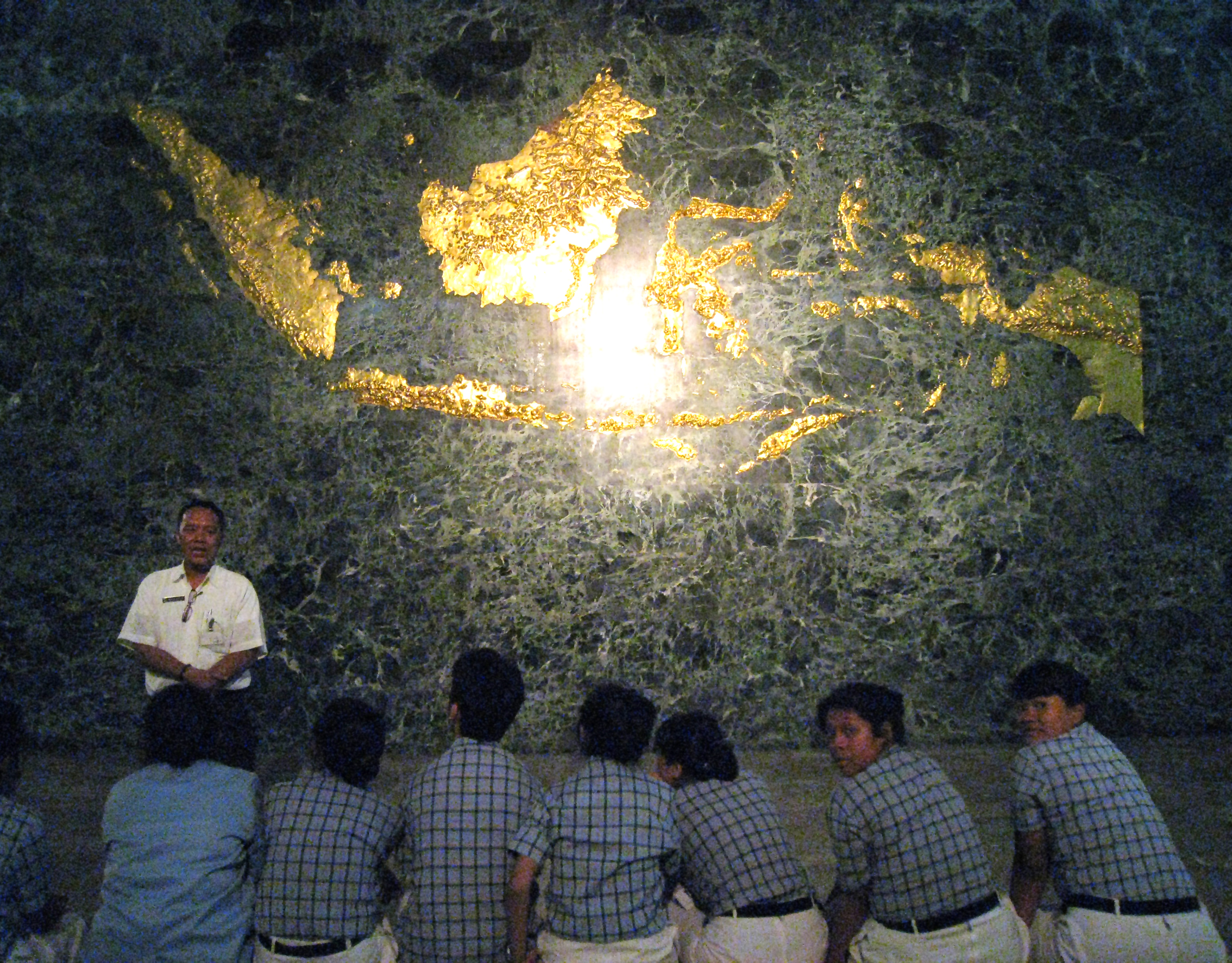
Карта Нусантары во внутреннем помещении Индонезийского национального памятника: в её состав, помимо Индонезии, включены территории Восточной Малайзии, Брунея и Восточного Тимора

17 января 2022 года, накануне принятия закона о столице Советом народных представителей, было объявлено название нового города — Нусанта́ра. Соответствующее решение главы государства было доведено до парламентариев министром по планированию национального развития Сухарсо Моноарфой. Сообщалось, что Джоко Видодо выбрал наименование из более чем 80 предложенных ему вариантов, среди которых были Негара-Джая, Нусантара-Джая, Нуса-Карья, Пертивипура и Чакравалапура.
Слово «Нусанта́ра», имеющее весьма широкое хождение в современном индонезийском языке, происходит от старояванских слов «ну́са» (яв. nusa — «остров», «земля») и «анта́ра» (яв. antara — «между», «вне») и буквально может быть переведено как «межостровье», «архипелаг». Это понятие было введено в оборот в средневековой яванской литературе периода расцвета Маджапахита и изначально обозначало все территории, входившие в состав этого государства с центром на Яве. К середине XX века оно приобрело два основных значения. В первом из них оно является лирическим либо патетическим обозначением родной страны — Индонезии. Во втором подразумевает как минимум весь Малайский архипелаг, а часто — вообще всю область расселения австронезийских народов, включающую также Малакку, Тайвань, Мадагаскар и по крайней мере часть Океании. Основой геополитического позиционирования Индонезии является Вавасан Нусантара — «Концепция архипелага», в соответствии с которой границами её территории служат прямые линии, соединяющие наиболее выдающиеся в море точки самых удалённых островов и осыхающих рифов. Эта концепция была разработана под руководством Мохтара Кусумаатмаджи и усилиями индонезийской дипломатии легла в основу правового статуса государства-архипелага, зафиксированного в Конвенции ООН по морскому праву 1982 года.

## Административно-территориальное устройство

Территория из состава двух округов, отведенная под новую столицу

В соответствии с «Законом о столице государства» территория будущей столицы должна быть выделена в отдельное административно-территориальное образование, по статусу равное провинции. Это полностью воспроизводит нынешний статус Джакарты, представляющей собой особый столичный округ. Новый столичный округ займёт сопредельные районы восточнокалимантанских округов Кутай-Картанегара и Пенаджам-Северный Пасер. Его площадь по проекту составляет 2561 км². В рамках этой территории непосредственно под город предполагается отвести 562 км², из которых 68,5 км² займет центральный район, предназначенный для административной застройки. Последний будет расположен на месте нынешних районов Сепаку и Самбоджа, относящихся, соответственно, к территориям двух вышеуказанных округов.
Для управления Нусантарой с соответствии с принятым 18 января 2022 года законом была учреждена новая государственная структура — Администрация государственной столицы Нусантары (индон. Otorita Ibu Kota Negara Nusantara) c «гибридными» полномочиями: она должна сочетать функции правительственного ведомства и властей территориальной единицы. 10 марта 2022 года её руководителем — с официальным введением в состав правительственного кабинета — был назначен Бамбанг Сусантоно, занимавший в 2009—2014 годах должность заместителя министра транспорта, а позднее входившего в руководящие органы национальной авиакомпании Garuda Indonesia и ряда крупных коммерческих структур. Его единственным заместителем был назначен Дони Рахаю — известный девелопер, архитектор и ландшафтный дизайнер, принимавший активное участие в разработке проекта строительства новой столицы.
В июне 2024 года Бамбанг Сусантоно и Дони Рахаю были освобождены от своих должностей. Обязанности руководителя Администрации государственной столицы были возложены по совместительству на министра общественных работ и жилищного строительства Басуки Хадимульоно, а обязанности его заместителя — тоже по совместительству — на Раджу Джули Антони, занимавшего в тот момент должность заместителя министра сельского хозяйства. В ноябре 2024 года, вскоре после прихода к власти президента Прабово Субианто и формирования им нового правительства Индонезии, Басуки Хадимульоно, покинувший министерский пост, был официально утверждён руководителем Администрации Нусантары. Должность его заместителя по состоянию на февраль 2025 года остается вакантной.

## Сроки переноса столицы
По состоянию на начало 2025 года ни в одном из нормативных актов, касающихся строительства и правового статуса Нусантары, как и ни в одном из публичных заявлений главы государства или уполномоченных должностных лиц на этот счёт не были обозначены чёткие сроки переноса столицы. В октябре 2022 года президент Джоко Видодо выразил уверенность, что 17 августа 2024 года государственный праздник Индонезии — День независимости — будет отмечаться в Нусантаре, что было воспринято многими как декларация о намерении завершить к этой дате процесс перемещения столицы на новое место. Однако в последующем в выступлениях ряда официальных лиц подчёркивалось, что сроки переноса столицы остаются неопределёнными, и их фиксация потребует принятия дополнительного нормативного акта. В частности, об этом в марте 2024 года заявили советник президента Индонезии по правовым вопросам Дини Пурвоно (индон. Dini Purwono) и пресс-секретарь Администрации государственной столицы Нусантары Трой Пантоув (индон. Troy Pantouw). Последний, помимо прочего, сообщил, что к декабрю 2024 года в Нусантару планируется переместить двенадцать тысяч сотрудников 38 ключевых государственных ведомств, что, однако, не означает окончания переезда основных органов государственной власти к этому сроку.

## Критика

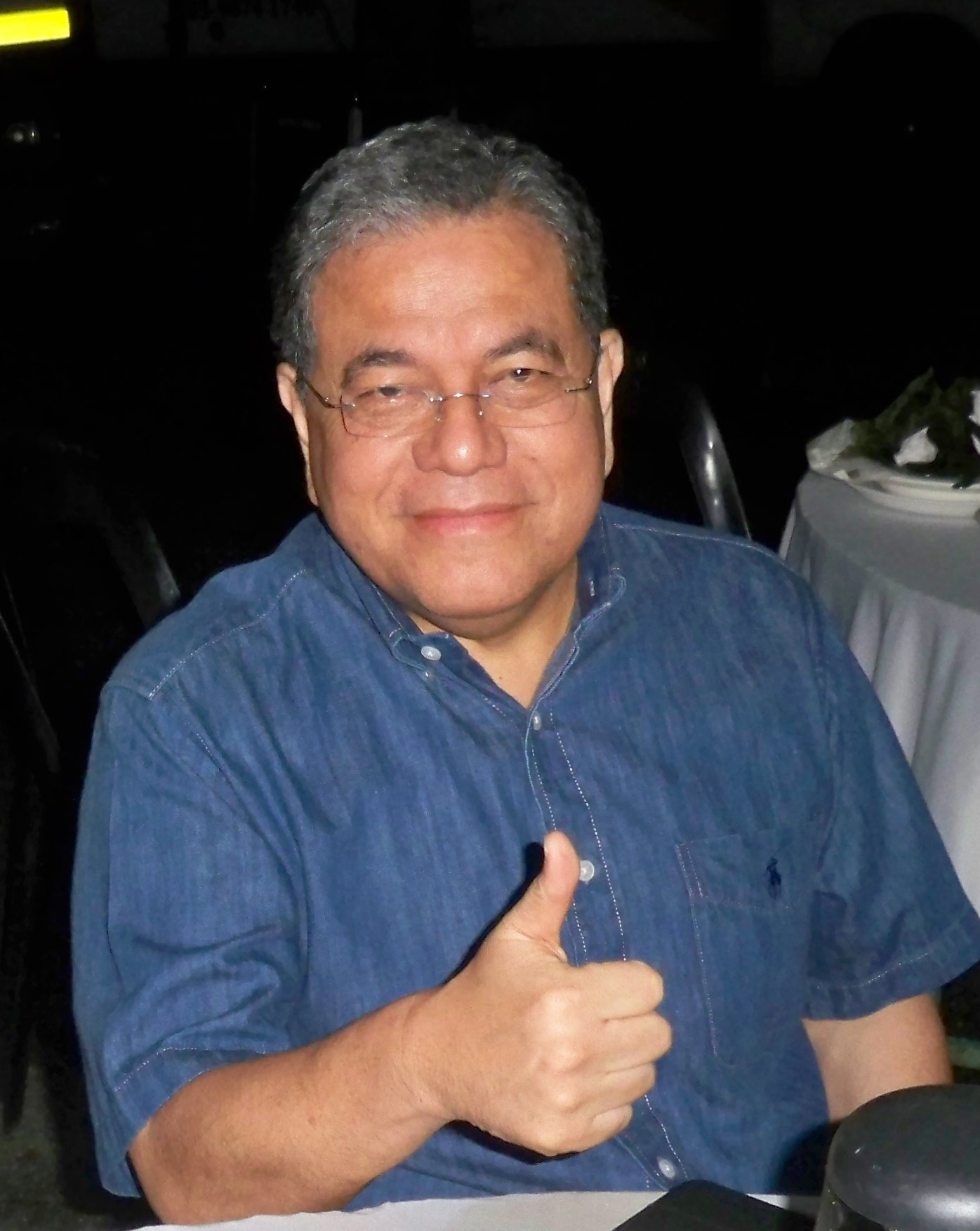
Джохан бин Джаафар, автор одной из первых аналитических публикаций о Нусантаре

Перенос столицы, осуществляемый в столь сжатые сроки, стал одним из наиболее резонансных событий в жизни Индонезии за последнее время. Несмотря на то, что президенту Джоко Видодо удалось обеспечить поддержку своей инициативы со стороны всех представленных в парламенте политических партий, кроме Партии справедливости и благоденствия, критика в адрес этого проекта звучит как в среде индонезийского истеблишмента, так и в широких общественных кругах. Замечания вызывают прежде всего большие финансовые затраты, связанные с переносом столицы, которые становятся особенно ощутимыми в условиях экономического спада, вызванного пандемией коронавируса. Высказывается недовольство по поводу того, что столь важное решение было принято без должного общественного обсуждения.
Социологический опрос, проведённый в августе 2019 года, показал, что население страны восприняло переезд столицы скорее негативно: против этого шага выступают 35,6 % респондентов, за — 24,6 %, остальные затрудняются с ответом. На само́м Калимантане планы переезда столицы были встречены с относительно бо́льшим, однако далеко не всеобщим энтузиазмом — их приветствуют 48,1 % местных респондентов. Многие калимантанцы выражают опасения, что строительство мегаполиса может нарушить традиционный уклад местных жителей — даяков, вызвать серьёзные социальные и экологические проблемы. Наибольшее же неприятие проект Нусантары предсказуемо встретил среди жителей нынешней индонезийской столицы: против него выступает 95,7 % джакартцев.
Неоднозначный отклик — в том числе на международной арене — получил и выбор индонезийским лидером названия для новой столицы. Так, индонезийский политолог и общественный деятель Юди Латиф счёл выбор названия будущей столицы непродуманным и расценил его как свидетельство дефицита свежих идей в среде национальной элиты. Авторитетный малайзийский журналист и публицист Джохан бин Джаафар в статье «Город Нусантара — наследие или глупость?» (англ. City of Nusantara: legacy or folly?) предположил, что подобный шаг может быть воспринят соседними странами как проявление экспансионистских либо гегемонистских претензий со стороны Индонезии. Для народов же центральной и восточной Индонезии, интересы которых, как объявлялось, были в числе мотивов в пользу переноса столицы с Явы, использование откровенно яванского названия может символизировать сохранение доминирования яванцев в политической жизни страны.

## Города-побратимы
Ещё до завершения строительства основных объектов городской инфраструктуры началось установление побратимских отношений Нусантары с городами других стран. Первым её побратимом стала столица Казахстана Астана: соответствующее соглашение было подписано в июле 2023 года.
Города-побратимы Нусантары
| Город  | Год  | Страна    |
| ------ | ---- | --------- |
| Астана | 2023 | Казахстан |